# Otroštvo (Mazzini)
Otroštvo je avtobiografski roman slovenskega pisatelja, kolumnista, scenarista in režiserja Mihe Mazzinija. Avtor ga je podnaslovil kot avtobiografski roman v izmišljenih zgodbah. Izšel je leta 2015 pri Založbi Goga v Literarni zbirki Goga. Spremno besedo je napisala Dijana Matković. Na začetku vsakega poglavja sta risba in Shakespearjev citat iz knjige Lessons in the art of acting Edmunda Shaftesburyja iz leta 1889. Roman je dobil Kresnikovo nagrado za najboljši roman leta 2015.
Otroštvo je avtor napisal, ker je želel svojo izkušnjo z babico spremeniti v zgodbo. Proces ustvarjanja romana je natančneje opisal v predgovoru.
V sedemnajstih poglavjih so opisani izmišljeni dogodki, ki pa prikazujejo čustva, ki jih je avtor sam občutil kot otrok. Zgodbe niso podane v kronološkem zaporedju, pripovedovalec je prvoosebni in vsevedni.
Miha Mazzini se je s tem romanom drugič loti svojega odraščanja. Prvič je to storil v romanu Kralj ropotajočih duhov (2001), kjer je glavni junak star dvanajst let. Tretjič pa z romanom Osebno (2022), ki se dogaja v avtorjevi trenutni starosti.

## Vsebina
Glavni literarni junak se skozi roman spominja prvih petih let svojega življenja v času Jugoslavije. Preživlja jih skupaj z mamo in versko blazno babico. Ta ves dan moli, bere iz knjige Življenja svetnikov in grozi vnuku s smrtjo in peklom, če bo grešil. V njem zatira vse, kar je otroško. Ne dovoli mu, da bi se igral, bil zunaj, ves čas mora razmišljati o smrti. Kaznuje ga tako, da mora sedeti v kotu ali ga zaklene v omaro. Ko se z nogo zatakne med tirnice, mu babica ne želi pomagati, dokler se ne bi pokesal. Otrok pa hrepeni po svobodi, gleda letala in ptice skozi okno. Babici se upira, ji nasprotuje, naskrivaj se igra z razpelom in modelom letala. Otroka občasno obiščejo trije strici Vinko, Bruno in Jule. Vinko otroka tolaži, da vse mine, tudi otroštvo. Babica je v breme tudi otrokovi mami, ki bi rada potovala, a mora kot najmlajša izmed štirih otrok skrbeti zanjo. Ko mora babica v bolnišnico zaradi pljučnice, jo otrok kljub vsemu pogreša. Ob vrnitvi domov ponovno poskusi vzpostaviti avtoriteto.
V zadnjem poglavju odrasli pripovedovalec prileti z letalom na konferenco v tujo državo. Na ulici zagleda dečka, ki ga babica  kar naprej ozmerja. Otrok ga spominja nanj in skupaj se sprehodita skozi mesto. Tam otroku zaupa nasvet, ki mu ga je dal stric Vinko: »Poba, ne sekiraj se. Vse mine, tudi otroštvo. V sebi imaš nekaj, da me ne skrbi zate. Borec si. Preživel boš tole in nekaj boš naredil iz sebe.«

## Zbirka
Roman je izšel v Literarni zbirki Goga.

## Ocene in nagrade
Za roman Otroštvo je avtor leta 2016 prejel Kresnikovo nagrado.
Zgodbo Avro Lancaster so uvrstili v antologijo Best European Fiction 2018.
Valentina Plahuta Simčič je mamo iz Otroštva uvrstila med deset nepozabnih literarnih mam svetovne literature.

## Izdaje
- Slovenska izdaja romana iz leta 2015 (COBISS)
- 1. ponatis slovenske izdaje iz leta 2016 (COBISS)
- Elektronska knjiga dostopna preko Bibliosa (COBISS)

## Prevodi
- Srbija: Orion Art, 2019, 194 strani, ISBN: 978-86-6389-089-3. Prevod: Dragana Bojanić Tijardović.

## Avtor o romanu
»Lojze Kovačič se s tem, da mora pisatelj razkrivati sebe, da bo našel bralce, menim, zelo moti. Pisatelj ne sme vase zato, da bo našel nekaj posebnega, marveč mora zato, da bo našel skupno. Če torej govorim o svojem romanu Otroštvo, pisatelj ne sme iti v svoj spomin zato, da bo tam našel Antonijo in Marijo Mazzini, marveč mora iti v svoje srce zato, da bo našel obup in moč zlorabljenega otroka. Le tako bo lahko potrkal in zbudil v bralcu njegovo lastno izkušnjo otroka.«

## Antologije
- Kratka zgodba Avro Lancaster je bila uvrščena v ameriško antologijo Best European Fiction 2018.[4]

## Obdelave
- Kratka zgodba Vlaki je bila prirejena tudi v radijsko igro.[5]